# 別列茲尼基 (埃米利奇涅區)
50°51′58″N 27°29′3″E / 50.86611°N 27.48417°E
別列茲尼基（烏克蘭語：Березники），是烏克蘭北部的村莊，隸屬日托米爾州的茲維亞赫爾區。該村面積1.3平方公里，海拔高度207米，2001年人口522，人口密度每平方公里401.54人。